# 周顺明
周顺明（1928年1月1日—1986年8月24日），福建厦门市杏林人，中华人民共和国政治人物。

## 生平
1949年参加工作，历任海澄县第四区（海沧）工作队员，第二区战勤协理员、区文书；后任海澄县五区、二区土改工作队长、县文教科科长、民政科科长。1951年9月，加入中国共产党。1954年11月，后历任海澄县人委秘书处秘书、县委办公室副主任、珠浦乡党委书记、龙海县莲花公社党委第一书记、龙海县副县长。1968年1月后，历任龙海县委会生产指挥部农业组组长；县委常委兼县革委会副主任、县委副书记、县委书记兼县武装部第一政委、福建省委委员。1984年2月，任中共晋江地委副书记兼晋江地区行署专员。1986年1月，担任中共漳州市委副书记。1986年8月24日逝世。